# Quadrencyrtus paradoxus
Quadrencyrtus paradoxus  (лат.) — вид мелких паразитических хальцидоидных наездников из семейства Encyrtidae, единственный в составе монотипического рода Quadrencyrtus. Распространение: Австрия, Венгрия, Казахстан (Восточно-Казахстанская и Целиноградская области), Россия (Алтайский край и Калужская область), Словакия, Таджикистан, Украина, Чехия. Длина самок 0,35—0,71 мм, самцов — 0,51 мм. Тело сплющенное, блестящее, грудь желтовато-коричневая, брюшко и голова в основном чёрные; ноги бледно-коричневые. Крылья рудиментарные или укороченные (не достигают вершины брюшка). Голова прогнатическая, темя без глазков, усики прикрепляются у края рта. Мандибулы 4-зубые. Переднеспинка и промежуточный сегмент очень длинные. Жгутик усика 6-члениковый. Лапки 5-члениковые.